# راه‌آهن اوکراین
راه‌آهن اوکراین (اوکراینی: Укрзалізниця, Ukrzaliznytsia) شرکت دولتی ترابری ریلی اوکراینی است، که در سال ۱۹۹۱ تأسیس شد.

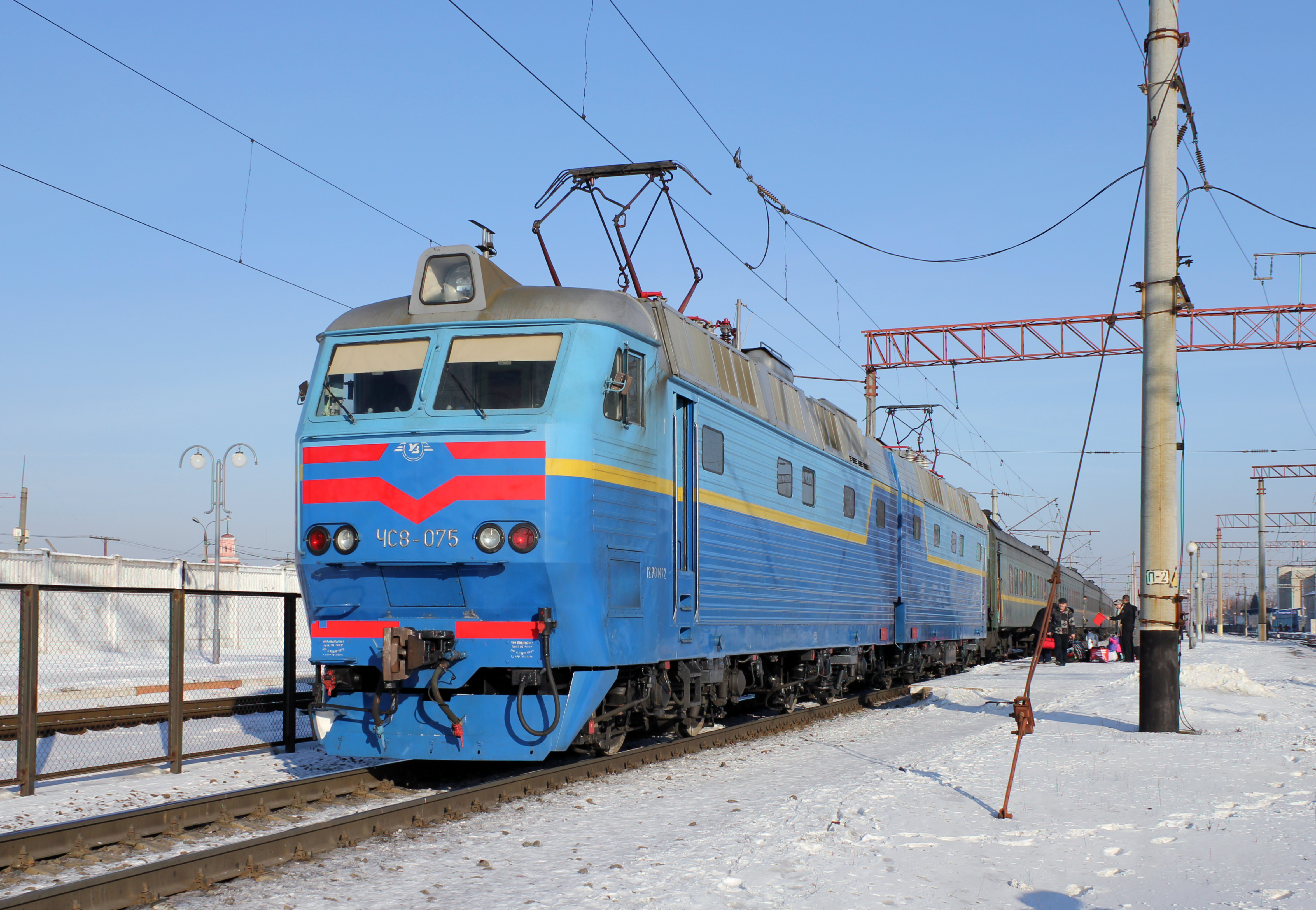
سی‌اچ‌اس۸ یک لوکوموتیو مسافری خط اصلی برقی است که در روسیه و اوکراین استفاده می‌شد.